# Gendergerelateerd geweld

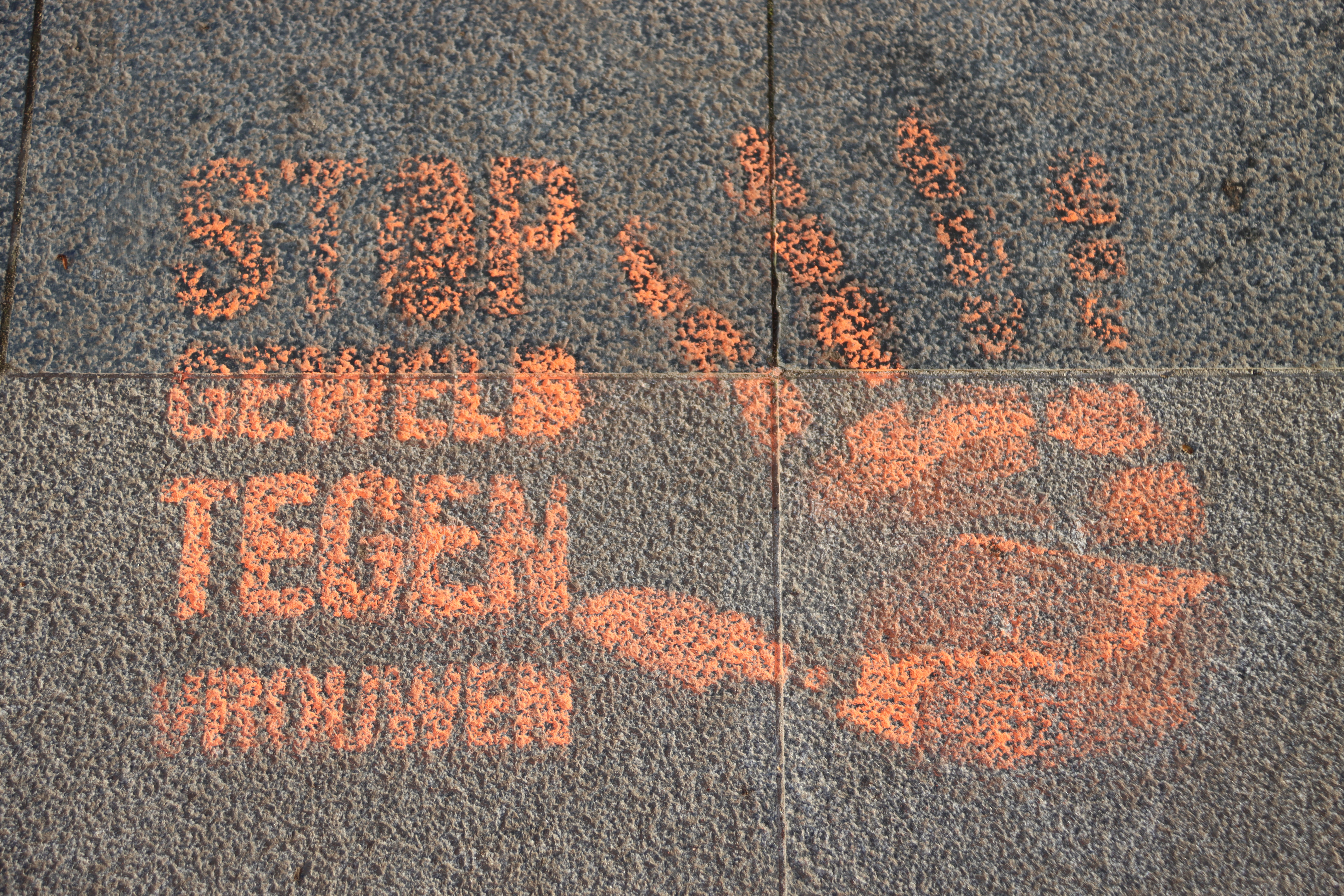
Stop geweld tegen vrouwen, Orange Day, 25 november 2024, Zottegem

Het witte lintje, symbool voor geweld tegen vrouwen

Gendergerelateerd geweld is geweld dat iemand treft wegens zijn of haar sekse of gender. Gendergerelateerd geweld is een koepelbegrip waaronder vele vormen van geweld vallen, en kan door individuen, groepen of staten worden gepleegd. Ontaardt het geweld in massale doding, dan spreekt men van gendercide. 
Hoewel de term op zichzelf genderneutraal is en er ook diverse vormen van gendergerelateerd geweld tegen mannen en jongens zijn, staat de term in de praktijk meestal synoniem aan geweld tegen vrouwen en meisjes. Dat blijkt ook uit de definitie in de VN-verklaring over geweld tegen vrouwen uit 1993, waarin staat 'elke daad van geweld op basis van gender die resulteert of kan resulteren in lichamelijke, seksuele of psychologische schade aan of lijden van vrouwen, met inbegrip van de dreiging van dergelijke gewelddaden, dwang of willekeurige vrijheidsberoving, ongeacht of dit plaatsvindt in het openbaar of de privé-sfeer.' Daarbij wordt aangetekend dat het kan voortkomen uit een scheve machtsbalans tussen mannen en vrouwen.

## Vormen van gendergerelateerd geweld
Hoewel de definitie van gendergerelateerd geweld geen specifieke vormen omschrijft, kan aan diverse uitingen van geweld worden gedacht. Zo zijn diverse praktijken en tradities specifiek voor vrouwen schadelijk, zoals vrouwenbesnijdenis en het inbinden van voeten, of bepaalde zware straffen die op bijvoorbeeld buitenechtelijke relaties staan. Ook verkrachting en huiselijk geweld kunnen onder de definitie vallen, evenals seksueel geweld in conflictgebieden. Een ander, meer extreem fenomeen is het verband tussen klimaatverandering en gendergerelateerd geweld, iets waaraan onder meer UNESCO reeds in 2016 aandacht aan besteedde.

## Geschiedenis van wetgeving
Gendergerelateerd geweld is vaak onder de radar gebleven omdat het in diverse gebruiken en tradities was gewaarborgd en omdat de positie van vrouwen in de maatschappij er lange tijd voor zorgde dat er weinig aandacht voor hun problemen was. In de loop van de twintigste eeuw is er echter steeds meer aandacht voor gekomen. Een kort overzicht van wetgeving rondom geweld tegen vrouwen:
- 1967: Verklaring inzake de uitbanning van discriminatie van vrouwen (DEDAW)
- 1979: Verdrag inzake de uitbanning van alle vormen van discriminatie van vrouwen (CEDAW)
- juni 1993: Verklaring van Wenen en Actieprogramma (VDPA)
- december 1993: Verklaring inzake de uitbanning van geweld tegen vrouwen (DEVAW)
- 1994: Inter-Amerikaans Verdrag Inzake de Preventie, Bestraffing en Uitbanning van Geweld tegen Vrouwen (Verdrag van Belém do Pará)
- 1995: Het Beijing Platform for Action waar 12 punten voor de verbetering van de status van vrouwen werden gepresenteerd, waaronder het bestrijden van geweld tegen vrouwen.
- 2008: Resolutie 1820 Veiligheidsraad Verenigde Naties over geweld tegen vrouwen in conflictgebieden.
- 2003: Maputo-protocol
- 2011: Verdrag van de Raad van Europa inzake het voorkomen en bestrijden van geweld tegen vrouwen en huiselijk geweld (Istanboel-conventie)[8][9] over geweld tegen vrouwen en huiselijk geweld.

Daarnaast zijn er vele andere mandaten, afspraken en dergelijke rondom gendergerelateerd geweld opgesteld door o.a. de Europese Unie en de VN en behoort het bestrijden van geweld tegen vrouwen tot de bezigheden van Amnesty International. 25 november is de Internationale Dag voor de Eliminatie van Geweld tegen Vrouwen.
| Document                  | Organisatie                        | Datum            | Definitie |
| ------------------------- | ---------------------------------- | ---------------- | --- |
| General Recommendation 19 | CEDAW-comité                       | 1992             | 'De definitie van discriminatie omvat op gender gebaseerd geweld, dat wil zeggen, geweld gericht tegen een vrouw omdat ze een vrouw is of geweld dat vrouwen buitenproportioneel treft.' (eigen vertaling) |
| DEVAW                     | Verenigde Naties                   | 20 december 1993 | '...de term "geweld tegen vrouwen" betekent iedere op gender gebaseerde geweldshandeling die fysieke, seksuele of psychologische schade of lijden van vrouwen tot gevolg heeft of tot waarschijnlijk gevolg heeft'. (eigen vertaling) |
| Verdrag van Belém do Pará | Organisatie van Amerikaanse Staten | 9 juni 1994      | '...onder geweld tegen vrouwen [wordt] verstaan elke handeling of gedraging, die gebaseerd is op gender, en de dood of fysieke, sexuele of psychische schade of lijden van vrouwen, in de openbare of privé sfeer, tot gevolg heeft.' (officiële vertaling). |
| Maputo-Protocol           | Afrikaanse Unie                    | 11 juli 2003     | '"Geweld tegen vrouwen" betekent alle handelingen gepleegd tegen vrouwen die bij hen fysieke, seksuele, psychologische en economische schade aanrichten of zouden kunnen aanrichten, inclusief bedreiging om zulke handelingen te ondernemen; of het opleggen van arbitraire beperkingen op, of het ontnemen van, fundamentele vrijheden in het private of publieke leven in vredessituaties en in situaties van gewapend conflict of oorlog...' (eigen vertaling) |
| Istanbul-Conventie        | Raad van Europa                    | 11 mei 2011      | '..."geweld tegen vrouwen" [wordt] beschouwd als een schending van de mensenrechten en een vorm van discriminatie van vrouwen en wordt hieronder verstaan alle vormen van gendergerelateerd geweld die leiden of waarschijnlijk zullen leiden tot fysiek, seksueel of psychologisch letsel of leed of economische schade voor vrouwen, met inbegrip van bedreiging met dit soort geweld, dwang of willekeurige vrijheidsberoving, ongeacht of dit in het openbaar of in de privésfeer geschiedt (...) onder "gender" [wordt verstaan] de maatschappelijk bepaalde rollen, gedragingen, activiteiten en eigenschappen die in een maatschappij passend worden geacht voor vrouwen en mannen; onder "gendergerelateerd geweld tegen vrouwen" [wordt verstaan] geweld gericht tegen een vrouw omdat ze een vrouw is of geweld dat vrouwen buitenproportioneel treft...'. De preambule verklaart: '...Erkennende dat vrouwen en meisjes blootstaan aan grotere risico’s van gendergerelateerd geweld dan mannen; Erkennende dat huiselijk geweld vrouwen buitenproportioneel treft maar dat ook mannen het slachtoffer van huiselijk geweld kunnen zijn...' (officiële vertaling) |